# Levansa leodacus
Levansa leodacus är en stekelart som först beskrevs av Cameron 1898.  Levansa leodacus ingår i släktet Levansa och familjen brokparasitsteklar. Inga underarter finns listade i Catalogue of Life.